# Regan Smith (nadadora)
Regan Smith (Lakeville, 9 de febrero de 2002) es una deportista estadounidense que compite en natación.

## Trayectoria
Participó en dos Juegos Olímpicos de Verano, obteniendo siete medallas, tres en Tokio 2020, plata en 200 m mariposa y 4 × 100 m estilos y bronce en 100 m espalda, y cuatro en París 2024, oro en 4 × 100 m estilos y plata en 100 m espalda, 200 m espalda y 200 m mariposa.
Ganó catorce medallas en el Campeonato Mundial de Natación entre los años 2019 y 2025, siete medallas en el Campeonato Mundial de Natación en Piscina Corta de 2024 y una medalla de bronce en el Campeonato Pan-Pacífico de Natación de 2018.
En julio de 2019 estableció una nueva plusmarca mundial en los 200 m espalda (2:03,35). En junio de 2024 marcó un nuevo récord mundial de los 100 m espalda (57,13). En agosto de 2025 estableció un nuevo récord mundial del relevo 4 × 100 m estilos (3:49,34). En piscina corta batió en 2024 las plusmarcas mundiales de los 100 m espalda (54,27), los 200 m espalda (1:58,04), los 50 m espalda (25,23)  y del relevo 4 × 100 m estilos (3:40,41).

## Palmarés internacional
| Juegos Olímpicos                    | Juegos Olímpicos        | Juegos Olímpicos  | Juegos Olímpicos        |
| Año                                 | Lugar                   | Medalla           | Prueba                  |
| ----------------------------------- | ----------------------- | ----------------- | ----------------------- |
| 2020                                | Tokio (Japón)           | Medalla de plata  | 200 m mariposa          |
| 2020                                | Tokio (Japón)           | Medalla de plata  | 4 × 100 m estilos       |
| 2020                                | Tokio (Japón)           | Medalla de bronce | 100 m espalda           |
| 2024                                | París (Francia)         | Medalla de oro    | 4 × 100 m estilos       |
| 2024                                | París (Francia)         | Medalla de plata  | 100 m espalda           |
| 2024                                | París (Francia)         | Medalla de plata  | 200 m espalda           |
| 2024                                | París (Francia)         | Medalla de plata  | 200 m mariposa          |
| Campeonato Mundial                  |                         |                   |                         |
| Año                                 | Lugar                   | Medalla           | Prueba                  |
| 2019                                | Gwangju (Corea del Sur) | Medalla de oro    | 200 m espalda           |
| 2019                                | Gwangju (Corea del Sur) | Medalla de oro    | 4 × 100 m estilos       |
| 2022                                | Budapest (Hungría)      | Medalla de oro    | 100 m espalda           |
| 2022                                | Budapest (Hungría)      | Medalla de oro    | 4 × 100 m estilos       |
| 2023                                | Fukuoka (Japón)         | Medalla de oro    | 4 × 100 m estilos       |
| 2023                                | Fukuoka (Japón)         | Medalla de plata  | 50 m espalda            |
| 2023                                | Fukuoka (Japón)         | Medalla de plata  | 100 m espalda           |
| 2023                                | Fukuoka (Japón)         | Medalla de plata  | 200 m espalda           |
| 2023                                | Fukuoka (Japón)         | Medalla de bronce | 200 m mariposa          |
| 2025                                | Singapur (Singapur)     | Medalla de oro    | 4 × 100 m estilos       |
| 2025                                | Singapur (Singapur)     | Medalla de plata  | 50 m espalda            |
| 2025                                | Singapur (Singapur)     | Medalla de plata  | 100 m espalda           |
| 2025                                | Singapur (Singapur)     | Medalla de plata  | 200 m espalda           |
| 2025                                | Singapur (Singapur)     | Medalla de plata  | 200 m mariposa          |
| Campeonato Mundial en Piscina Corta |                         |                   |                         |
| Año                                 | Lugar                   | Medalla           | Prueba                  |
| 2024                                | Budapest (Hungría)      | Medalla de oro    | 50 m espalda            |
| 2024                                | Budapest (Hungría)      | Medalla de oro    | 100 m espalda           |
| 2024                                | Budapest (Hungría)      | Medalla de oro    | 200 m espalda           |
| 2024                                | Budapest (Hungría)      | Medalla de oro    | 4 × 100 m estilos       |
| 2024                                | Budapest (Hungría)      | Medalla de plata  | 200 m mariposa          |
| 2024                                | Budapest (Hungría)      | Medalla de plata  | 4 × 100 m estilos mixto |
| 2024                                | Budapest (Hungría)      | Medalla de bronce | 4 × 50 m estilos mixto  |
| Campeonato Pan-Pacífico             |                         |                   |                         |
| Año                                 | Lugar                   | Medalla           | Prueba                  |
| 2018                                | Tokio (Japón)           | Medalla de bronce | 200 m espalda           |